# The Rev
James Owen Sullivan (n. 9 februarie 1981 – d. 28 decembrie 2009), cunoscut ca și The Rev, a fost un cunoscut toboșar american, membru al trupei de metal americane Avenged Sevenfold. A fost și vocalistul trupei Pinkly Smooth, un proiect în care el era cunoscut drept Rat Head, împreună cu un alt membru al Avenged Sevenfold, chitaristul Synyster Gates.